# シンハーチャラム寺院

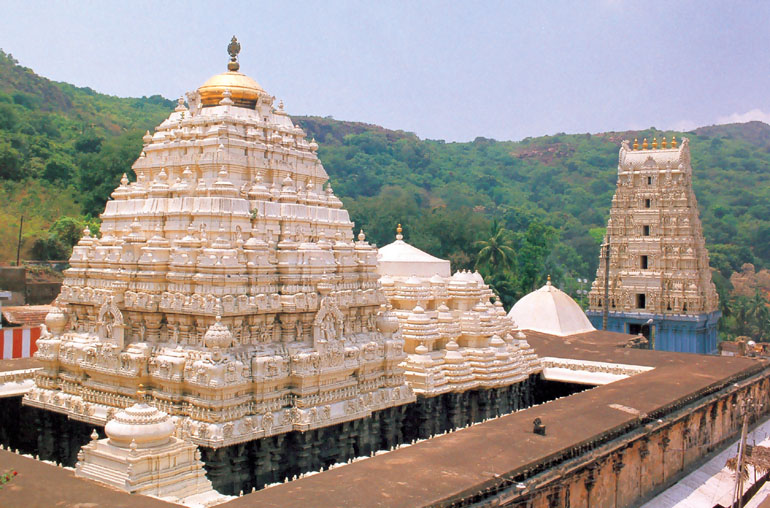
シンハーチャラム寺院

シンハーチャラム寺院（シンハーチャラムじいん、英語：Simhachalam Temple）は、インドのアーンドラ・プラデーシュ州、ヴィシャーカパトナムの寺院。シンハードリ寺院（Simhadri）とも呼ばれる。

## 概要
シンハ（Simha）はサンスクリット語でライオン、アーチャラム（Achalam）あるいはアードリ（Adri）は丘を意味する。
16世紀初頭、クリシュナ・デーヴァ・ラーヤがオリッサのガジャパティ朝に遠征した際、この地まで進撃した。王は1516年から1519年までこの地に滞在した。